# Jukka Jalonen
Temple de la renommée finlandais : 2011
Jukka Jalonen (né le 2 novembre 1962 à Riihimäki en Finlande) est un joueur finlandais de hockey sur glace devenu entraîneur professionnel.

## Biographie
Jalonen a dirigé plusieurs clubs de SM-Liiga : Ilves Tampere (de 1992-1995), Lukko (de 1996 à 1997), et HPK Hämeenlinna (de 2001 à 2007). Il était aussi l'entraîneur des RiverKings de Newcastle et Jesters de Newcastle dans le Championnat du Royaume-Uni de hockey sur glace pendant deux saisons (1999-2000) et (2000-2001).
Il a remporté un championnat de Finlande en 2006 avec le HPK et a fini 4 fois troisième en 2002, 2003, 2005 et 2007 avec le HPK.
En 2008, il est devenu l'entraîneur assistant de la Finlande aux côtés de l'entraineur Doug Shedden. Un an plus tard, il est nommé entraîneur en chef.
Il a remporté en tant que sélectionneur de l'équipe nationale de Finlande les Championnats du Monde de hockey sur glace à 3 reprises : en 2011, 2019 et 2022.
Il a aussi mené l'équipe nationale de Finlande à son premier titre olympique en 2022, aux Jeux Olympiques de Beijing, en battant la Russie 2-1.
C'est aussi un ancien joueur de hockey : il a joué deux saisons de SM-Liiga pour JyP HT, puis le JYP, avant qu'il change de nom en 1985-1986.

## Trophées et honneurs personnels
- 2013 : nommé entraîneur de la conférence Ouest lors du 5e Match des étoiles de la Ligue continentale de hockey.